# Autostrada Chūō
Autostrada Chūō (jap. 中央自動車道 Chūō Jidōsha-dō) – płatna autostrada w Japonii o łącznej długości 366,8 km, przebiegająca od Tokio do Komaki.
W 2016 roku na mocy realizacji numeracji autostrad wprowadzonej przez japońskie Ministerstwo Ziemi, Infrastruktury, Transportu i Turystyki, autostrada ta otrzymała oznaczenie E19, E20 i E68.

## Przebieg autostrady
- Tokio
  - Suginami – Setagaya – Mitaka – Chōfu – Fuchū – Kunitachi – Hino – Hachiōji
- Prefektura Kanagawa
  - Sagamihara
- Prefektura Yamanashi
  - Uenohara – Ōtsuki – Kōshū – Fuefuki – Kōfu – Kai – Nirasaki – Hokuto
- Prefektura Nagano
  - Chino – Suwa – Okaya – Ina – Komagane – Iida
- Prefektura Gifu
  - Nakatsugawa – Ena – Mizunami – Toki – Tajimi
- Prefektura Aichi
  - Kasugai – Komaki